# Eraser (програмне забезпечення)
Eraser — утиліта для безпечного стирання файлів. Має відкритий вихідний код. Доступна для операційної системи Windows. Підтримує стирання як файлів, так і томів.
Eraser стирає дані, перезаписуючи їх так, що дані неможливо відновити. Підтримує різноманітні стандарти знищення даних, включаючи британський HMG IS5 (Infosec Standard 5), американський DoD 5220.22-M і метод Гутмана, який включає 35-прохідне перезаписування.
Інструмент було рекомендовано в TechAdvisor, The Guardian, і PC World, та урядовою командою реагування на комп'ютерні надзвичайні події (CERT) США.